# Lupicin de Lauconne
Lupicin de Lauconne ou saint Lupicin du Jura est né vers la toute fin du IVe siècle dans le Haut-Bugey probablement à Izernore (Izarnodurum), non loin de Nantua. Moine et abbé, il est le frère de saint Romain de Condat et de leur sœur Iole (ou Yole). Il meurt vers 480. Saint chrétien, Il est considéré dès le VIe siècle avec son frère et Oyend de Condat comme un des Pères du Jura.

## Histoire et tradition

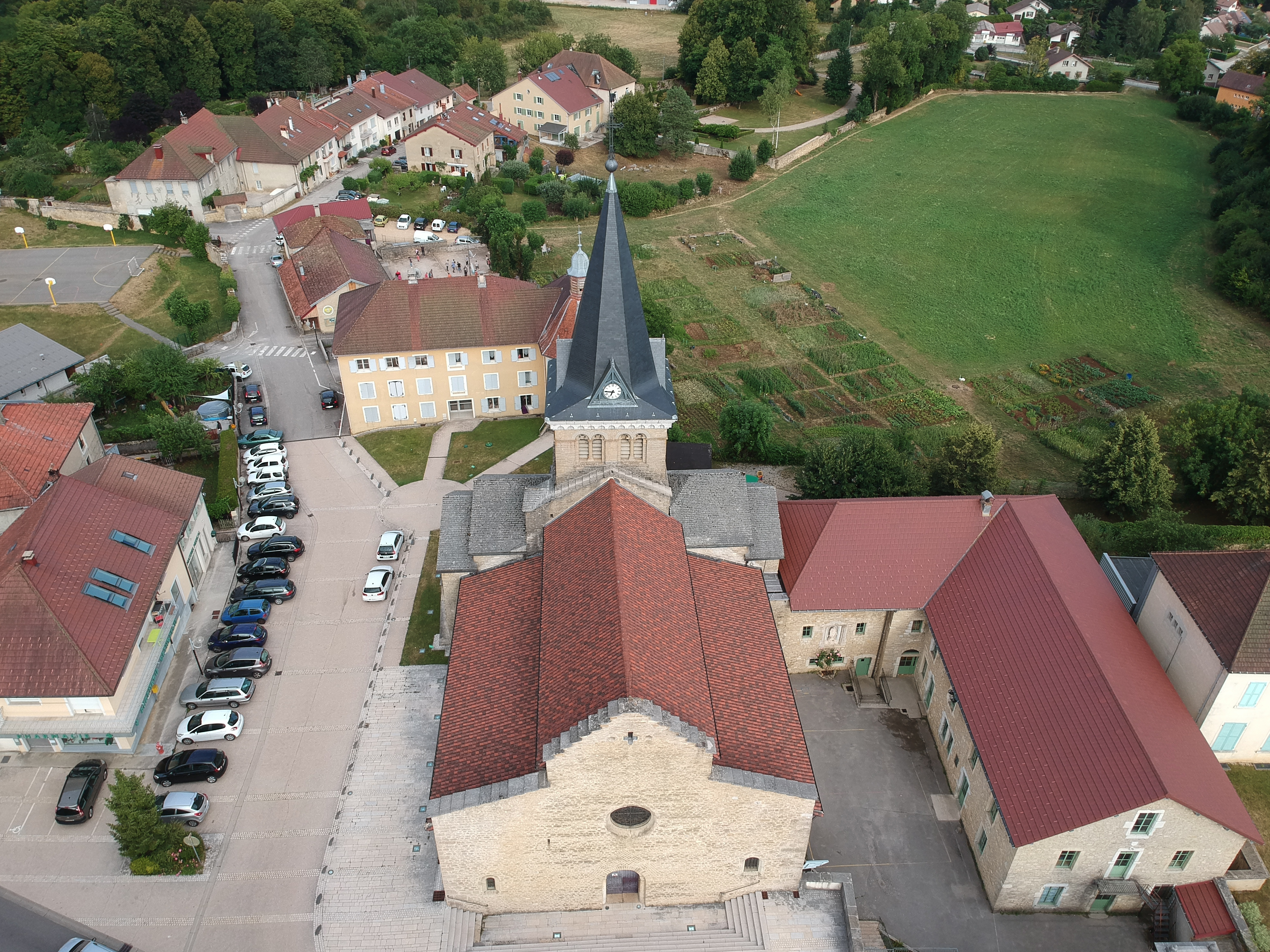
Vue aérienne de Saint-Lupicin avec l'église Notre-Dame.

Izernore dans le Haut-Bugey, le pays de sa naissance vers la fin du IVe siècle, est un territoire déjà occupé à l'époque de la Gaule romaine comme l'atteste son temple gallo-romain, et au croisement des voies romaines venant de Genève et de Lyon.
En instance de mariage, Lupicin perd sa future épouse ainsi que son père. Resté seul avec sa mère et une sœur, il décide de rejoindre son frère aîné Romain, parti vers 425 vivre en ermite dans le Jura, après avoir étudié sous l'autorité de Sabin à Ainay.
Lupicin est réputé pour avoir un caractère déterminé et résistant. Il est vêtu d'une tunique de peaux diverses et grossièrement cousues, est chaussé de sabots, dort sur un banc, jeûne deux jours sur trois, ne boit jamais de vin et s'investit auprès de son prochain.
Il fonde avec son frère, vers 440, le monastère de Condat qui devient vite trop exigu pour abriter un nombre toujours croissant de cénobites. Aussi édifient-ils un deuxième monastère à Lauconne (Saint-Lupicin à partir du XIIe siècle), situé à quelques kilomètres, et dont Lupicin devient le premier abbé.
Ce Ve siècle voit déferler le peuple des Burgondes dans la Haute-Germanie et l'installation de Chilpéric II sur le trône burgonde, un monarque à qui Lupicin rend de fréquentes visites pour qu'il l'aide dans ses entreprises. il reçoit de sa part sympathie, compréhension et subsides pour aider les monastères en aliments et argent. Il accepte également d'aider quelques pauvres et d'intervenir pour des malheureux compromis ou opprimés pour des faits politiques que Lupicin soutient et réconforte.
Son frère Romain meurt vers 460, il prend donc la direction des deux monastères ainsi que des autres fondations dépendant de Condat en Séquanie jusqu'à sa mort vers 480. Ainsi, il supervise le monastère de Romainmôtier dans l'actuel canton de Vaud en Suisse, et celui de leur sœur Iole, le monastère de la Balme, situé non loin des deux premiers. Lupicin est inhumé dans son monastère de Lauconne où ses reliques sont conservées jusqu'à la Révolution française,.
Mort vers 480, il est considéré dès le VIe siècle par un moine anonyme et par Grégoire de Tours dans la Vita Patrum avec son frère et Oyend de Condat (saint Claude) comme une figure marquante du monachisme du Jura. Reconnu comme saint chrétien, Il est fêté le 21 mars (dies natalis), tandis que son frère est fêté le 28 février.

## Homonymes
Il ne faut pas le confondre avec trois autres saints :
- Lupicin de Vienne, évêque de Vienne sur le Rhône au IVe siècle, fêté le 14 décembre.
- Lupicin de Lyon, archevêque de Lyon au Ve siècle, fêté le 3 février[7].
- Saint Lupicin, curé de Sains dans le diocèse d'Amiens au VIe siècle, représenté sur le portail de la Vierge dorée de la cathédrale d'Amiens, tenant une houe.